# Rcirc
Rcirc — свободный IRC-клиент следующего поколения, лёгкий, быстрый и практически не нуждающийся в настройках, реализованный как библиотека, входящая в состав редактора Emacs 22.
Несмотря на свою простоту rcirc является полноценным IRC-клиентом, реализующим возможности группового и приватного общения. Так же rcirc поддерживает все основные команды IRC, определенные в RFC 2812.
Rcirc по умолчанию настроен на использование IRC-сети Freenode и на автоматический вход на канал #rcirc.
Rcirc написан на языке программирования Emacs Lisp, что позволяет создавать расширения, добавляющие новые функции и возможности. На данный момент энтузиастами написано 24 расширения.
Некоторые возможности расширений:
- Изменение цветов ников участников канала.
- Возможность отключиться от сервера и немедленно подключиться обратно одной командой /reconnect.
- Автоматическое подключение к серверу после отключения по какой-либо причине.
- Сохранение логов каналов.

Кроме того, Rcirc поддерживает возможность создания собственных команд на языке Emacs Lisp.